# Médaille IEEE Edison

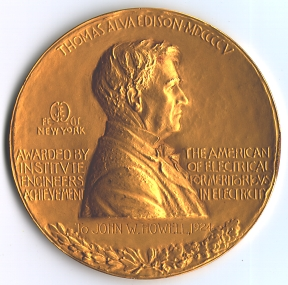
Médaille IEEE Edison

La médaille IEEE Edison est décernée par l'Institute of Electrical and Electronics Engineers (IEEE) « pour une carrière de réalisations méritoires dans la science, le génie électrique électrique ou les arts électriques ». C'est la médaille la plus ancienne et la plus convoitée dans ce domaine de l'ingénierie aux États-Unis. Le prix consiste en une médaille d'or, une réplique en bronze, une petite réplique en or, un certificat et une rétribution. La médaille Edison ne peut être décerné qu'à une personne
La médaille Edison, nommé d'après l'inventeur et entrepreneur Thomas Edison, a été créée le 11 février 1904 par un groupe d'amis et associés d'Edison. Quatre ans plus tard, le American Institute of Electrical Engineers (AIEE) a conclu un accord avec le groupe pour présenter la médaille comme sa plus haute récompense. La première médaille a été décernée en 1909 à Elihu Thomson. Les autres récipiendaires de la médaille Edison comprennent George Westinghouse, Alexander Graham Bell, Nikola Tesla, Michael I. Pupin, Robert A. Millikan (prix Nobel 1923) et Vannevar Bush. Une liste complète et faisant autorité est publiée par l'IEEE en ligne.
Après la fusion de l'AIEE et de l'Institute of Radio Engineers (en) (IRE), en 1963, pour former l'IEEE, il est décidé que la médaille d'honneur de l'IRE serait décernée  comme la plus haute distinction de l'IEEE, tandis que la médaille Edison deviendrait médaille principale de l'IEEE.

## Lauréats
- 1909 : Elihu Thomson
- 1910 : Frank J. Sprague
- 1911 : George Westinghouse
- 1912 : William Stanley Junior
- 1913 : Charles F. Brush
- 1914 : Alexander Graham Bell
- 1915 : Non décernée
- 1916 : Nikola Tesla
- 1917 : John J. Carty
- 1918 : Benjamin G. Lamme
- 1919 : William Le Roy Emmet
- 1920 : Mihajlo I. Pupin
- 1921 : Cummings C. Chesney
- 1922 : Robert A. Millikan
- 1923 : John W. Lieb
- 1924 : John W. Howell
- 1925 : Harris J. Ryan
- 1926 : Non décernée
- 1927 : William David Coolidge
- 1928 : Frank B. Jewett
- 1929 : Charles F. Scott
- 1930 : Frank Conrad
- 1931: Edwin W. Rice
- 1932: Bancroft Gherardi, Jr.
- 1933: Arthur E. Kennelly
- 1934: Willis R. Whitney
- 1935: Lewis B. Stillwell
- 1936: Alex Dow
- 1937: Gano Dunn
- 1938: Dugald Caleb Jackson
- 1939: Philip Torchio
- 1940: George Ashley Campbell
- 1941: John B. Whitehead
- 1942: Edwin H. Armstrong
- 1943: Vannevar Bush
- 1944: Ernst Alexanderson
- 1945: Philip Sporn
- 1946: Lee De Forest
- 1947: Joseph Slepian
- 1948: Morris E. Leeds
- 1949: Karl B. McEachron
- 1950: Otto B. Blackwell
- 1951: Charles F. Wagner
- 1952: Vladimir Zvorykine
- 1953: John F. Peters
- 1954: Oliver E. Buckley
- 1955: Leonid A. Umansky
- 1956: Comfort A. Adams
- 1957: John K. Hodnette
- 1958: Charles Franklin Kettering
- 1959: James F. Fairman
- 1960: Harold S. Osborne
- 1961: William B. Kouwenhoven
- 1962: Alexander C. Monteith
- 1963: John R. Pierce
- 1964: Non décernée
- 1965: Walker Lee Cisler
- 1966: Wilmer L. Barrow
- 1967: George Harold Brown
- 1968: Charles F. Avila
- 1969: Hendrik Wade Bode
- 1970: Howard Aiken
- 1971: John Wistar Simpson
- 1972: William Hayward Pickering
- 1973: Bernard Tellegen
- 1974: Jan A. Rajchman
- 1975: Sidney Darlington
- 1976: Murray Joslin
- 1977: Henri Busignies
- 1978: Daniel E. Noble
- 1979: Albert Rose
- 1980: Robert Adler
- 1981: C. Chapin Cutler
- 1982: Nathan Cohn
- 1983: Herman P. Schwan
- 1984: Eugene I. Gordon
- 1985: John D. Kraus
- 1986: James L. Flanagan
- 1987: Robert A. Henle
- 1988: James Ross MacDonald
- 1989: Nick Holonyak, Jr.
- 1990: Archie W. Straiton
- 1991: John L. Moll
- 1992: George D. Forney
- 1993: James H. Pomerene
- 1994: Leslie A. Geddes
- 1995: Robert W. Lucky
- 1996: Floyd Dunn
- 1997: Esther M. Conwell
- 1998: Rolf Landauer
- 1999: Kees A. Schouhamer Immink
- 2000 : Jun'ichi Nishizawa
- 2001 : Robert H. Dennard
- 2002 : Edward E. Hammer
- 2003 : Non décernée
- 2004 : Federico Capasso
- 2005 : Peter Lawrenson
- 2006 : Fawwaz T. Ulaby
- 2007 : Russel D. Dupuis
- 2008 : Dov Frohman-Bentchkowsky
- 2009 : Tingye Li
- 2010 : Ray Dolby
- 2011 : Isamu Akasaki
- 2012 : Michael Francis Tompsett
- 2013 : Ivan Paul Kaminow
- 2014 : Ralph Baer
- 2015 : James Julius Spilker junior
- 2016 : Robert W. Broderson